# Коротаев, Владимир Алексеевич
Владимир Алексеевич Коротаев (28 февраля 1938 — 2007) — советский футболист, полузащитник.

## Биография
С 13 лет занимался в команде «Звезда» Пермь, тренеры Евгений Бородин и Николай Каров. В течение четырёх лет проходил армейскую службу танкистом за границей. С 1959 года играл в спортивной команде Группы советских войск в Германии с Александром Петровым и Анатолием Порхуновым.
В 1961 или 1962 году стал играть за «Звезду» в классе «Б». В 1963—1967 годах выступал за «Локомотив» Челябинск. Вернувшись в «Звезду», играл в ней до 1972 года.
За «Звезду» сыграл 134 матча, забил 40 голов; за челябинский «Локомотив» — 166 игр, 29 голов.
Несколько лет тренировал хоккейную команду «Звезда». До 1982 года тренировал футбольную команду 1967 года рождения в СДЮШОР «Звезда», среди воспитанников — Игорь Аликин, Александр Кощеев, Юрий Волков.
Скончался в 2007 году.